# 横浜市立小菅ヶ谷小学校
横浜市立小菅ヶ谷小学校（よこはましりつ こすがやしょうがっこう）は、神奈川県横浜市栄区本郷台4丁目にある公立小学校。

## 概要
- 本校は、1970年前半に行われた小菅ケ谷の山林を切り開いての宅地開発による急激な人口増加により、飯島小学校の児童数が増加したことから、開校した。
- 本校は、戸塚区との区境線に近いため、戸塚区の一部も学区に入っている。

## 沿革
- 1975年（昭和50年）4月3日 - 飯島小学校の小菅ケ谷方面校として学校建設の計画が立てられる。
- 1976年（昭和51年）
  - 3月27日 - 校舎完成。
  - 4月1日 - 飯島小学校より独立し、開校。開校時点の児童数727名、学級数19、教職員数31名。
- 1977年（昭和52年）2月17日 - 校章制定。
- 1978年（昭和53年）
  - 時期不明 - 児童数急増により、プレハブ校舎を建設[1]。
  - 7月28日 - 鉄筋校舎1棟増設。
- 1979年（昭和54年）10月18日 - 校歌制定。
- 1981年（昭和56年）4月1日 - 帰国子女教育推進校となる。
- 1983年（昭和58年）4月1日 - 帰国子女教育地域センター校となる。
- 1985年（昭和60年）11月9日 - 創立10周年記念式典挙行。
- 1986年（昭和61年）8月 - 「すずかけまつり」が始まる。
- 1987年（昭和62年）1月17日 - 視聴覚室、多目的ホール、事務室、放送室、印刷室、耐火書庫を設置する。
- 1990年（平成2年）8月31日 - 外壁塗装工事完了。
- 1991年（平成3年）
  - 3月31日 - 焼き窯庫完成。
  - 8月 - 体育館床塗り替え工事実施。
- 1994年（平成6年）4月1日 - 国際理解教育センター校となる。
- 1995年（平成7年）
  - 7月 - 防球ネット改修工事実施。
  - 11月18日 - 創立20周年記念式典挙行。
- 1997年（平成9年）3月15日 - 体育館耐震補強工事完了。
- 1998年（平成10年）3月31日 - 給食室改修工事完了。
- 1999年（平成11年）
  - 3月4日 - 玄関、保健相談室を改造設置。
  - 4月1日 - パソコンルーム設置。
  - 6月14日 - はまっ子ふれあいスクール設置。
  - 8月 - 体育館水銀灯改修工事実施。
- 2001年（平成13年）7月 - 教室、廊下等の塗装工事実施。
- 2002年（平成14年）10月 - トイレ改修工事実施。
- 2003年（平成15年）11月 - B棟屋上改修工事実施。
- 2004年（平成16年）
  - 1月 - 理科室と理科準備室のガス管改修工事実施。
  - 11月20日 - ネットデイによる校内LAN整備工事実施。
- 2007年（平成19年）
  - 8月 - D棟改修工事実施。同月、はまっ子ふれあいスクールがキッズクラブに変更。
  - 12月 - 校門前通学路をグリーンベルト化。
- 2010年（平成22年）2月2日 - 普通教室のテレビ受像機を地上デジタル化、電子黒板導入。
- 2012年（平成24年）12月 - 普通教室エアコン使用開始。
- 2015年（平成27年）6月27日 - 創立40周年記念式典挙行。

## 学校教育目標
「思いやりの心をもち、自分らしさを発揮して、ねばり強く最後まで取り組む子」
- 【知】主体的に課題に取り組み、解決しようとする子を育てます。
- 【徳】思いやりの心をもち、豊かなかかわり合いができるようにします。
- 【体】心や体の健康や安全に関心をもち、たくましく、健やかに生きていけるようにします。
- 【公】地域に対する理解を深め、地域の一員として求められる資質や態度を身につけます。
- 【開】日本の伝統や文化を尊重し、国際社会に生きるための広い視野を身につけます。

## 通学区域
出典
- 栄区
  - 飯島町（1371番地～1452番地、1453番地2号～1453番地、1454番地2号～1457番地、1458番地2号～1502番地、2152番地～2250番地、2255番地、2266番地～2317番地、2325番地、2368番地～2370番地、2382番地～2474番地、2476番地～2493番地、2530番地～2536番地、2545番地、2813番地20号～2813番地23号、2818番地78号～2818番地91号、2854番地～2922番地、2924番地1号、2925番地5号）
  - 小菅ケ谷4丁目（3番8号～3番の終り、6番～18番、21番～26番、28番～34番）
  - 小山台1丁目（32番、33番）
  - 長沼町（830番地1号、831番地）
  - 本郷台1丁目（8番6号～8番14号、9番～20番、22番～26番）
  - 本郷台2丁目（全域）
  - 本郷台3丁目（全域）
  - 本郷台4丁目（全域）
  - 本郷台5丁目（全域）
- 戸塚区
  - 下倉田町（1951番地～1959番地）

## 進学先中学校
出典
- 横浜市立飯島中学校
- 横浜市立小山台中学校

## 学校周辺
- 本郷台四丁目第二公園
- 本郷第三丁目公園
- 横浜市道環状3号線
- このほか、団地等の住宅地が広がっている。

## 交通
- 江ノ電バス「H1」系統で、「小菅ヶ谷小学校前」バス停下車後、徒歩約170m・約3分。
- JR東日本根岸線本郷台駅から、
  - 上述の江ノ電バスに乗車し、「小菅ヶ谷小学校前」バス停下車後、徒歩。
  - 車で、約1.6km・約4分。